# مياو شياو تشون
ولد مياو شياو تشون في عام 1964 في ووشي، جيانغسو، الصين هو مصور وفنان مقيم في بكين.

## حياته
ولد مياو شياو تشون في ووشي بمقاطعة جيانغسو.في عام 1986 حصل على درجة البكالوريوس وتخرج من جامعة نانجينغ،تخرج مياو في عام 1989 من الأكاديمية المركزية للفنون الجميلة في بكين،الصين،ومن أكاديمية كاسل للفنون الجميلة في ألمانيا في عام 1999 للحصول على درجة الماجستير.